# Drepanosticta floresiana
Drepanosticta floresiana – gatunek ważki z rodziny Platystictidae.